# 石田村 (香川県)
石田村（いしだそん）は、香川県大川郡にあった村。

## 歴史
- 1890年（明治23年）2月15日 - 町村制施行に伴い、寒川郡石田東村・石田西村の区域を以て石田村が成立。
- 1899年（明治32年）4月1日 - 大川郡の所属となる。
- 1955年（昭和30年）7月1日 - 大川郡神前村と新設合併し、寒川村が発足。同日神前村廃止。